# タンパ湾
タンパ湾（タンパわん、英:Tampa Bay）は、アメリカ合衆国・フロリダ州中西部にある湾。湾岸はタンパを中心に都市化が進んでおり、全米でも人口密度が高い地域の一つである。英語の「Tampa Bay （タンパベイ）」は、タンパベイ・エリア都市圏を総称する呼称としても用いられ、ナショナル・フットボール・リーグのタンパベイ・バッカニアーズやメジャーリーグベースボールのタンパベイ・レイズ、ナショナルホッケーリーグのタンパベイ・ライトニングもこれに由来している。

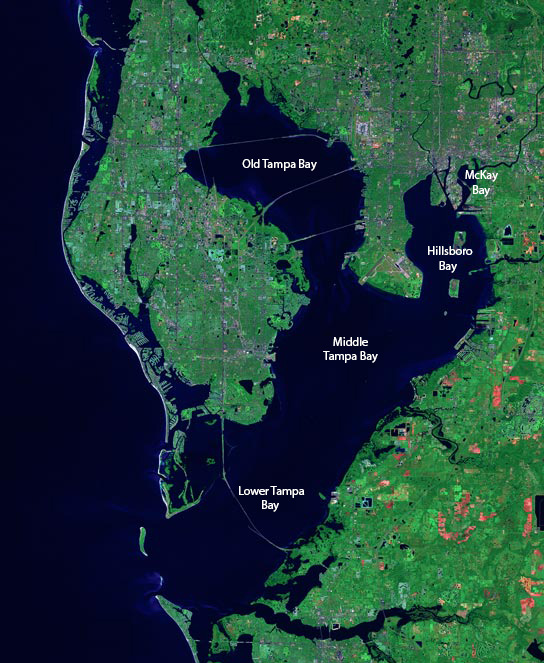
NASAの衛星が撮影したタンパ湾

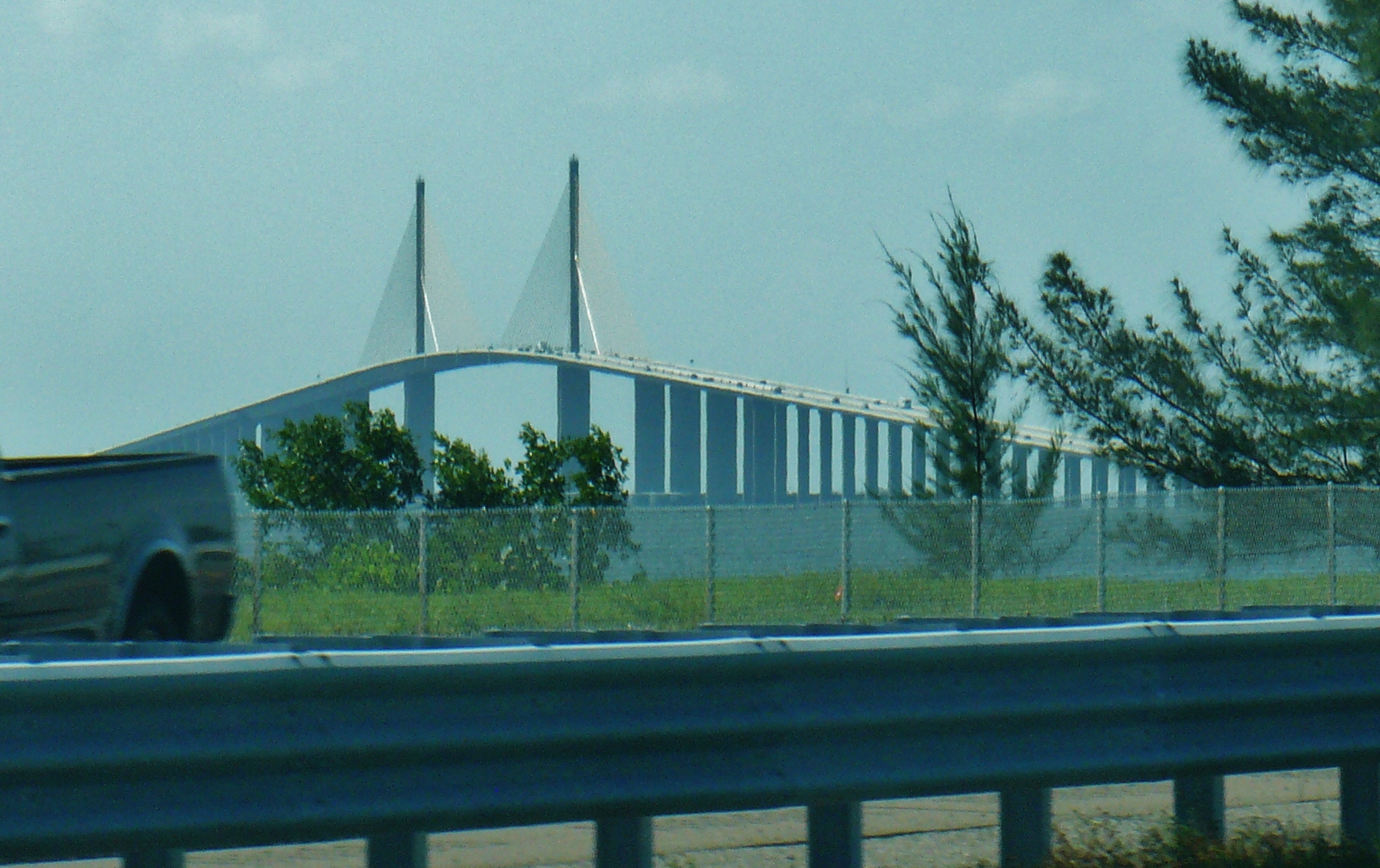
タンパ湾に架かるサンシャイン・スカイウェイ橋

タンパ湾は二股の手袋状をした半島によって囲まれており、湾の西側の半島（ピネラス半島）はピネラス郡、湾の中央の半島及び湾の東側はヒルズボロ郡に属している。また、湾口の東側部分はマナティ郡（ヒルズボロ郡の南隣にある郡）に属しており、以上の3つの郡と接している。また、湾の中央部の半島よりも奥の海域は半島よりも西側を「オールドタンパ湾（Old Tampa Bay）」、東側を「ヒルズボロ湾（Hillsborough Bay）」とも称している。湾口の幅は24km、湾口から湾の最奥までは37kmある。
1528年にスペインの探検家であるパンフィロ・デ・ナルバエスが発見し、1539年にはエルナンド・デ・ソトも通過したとされる。1898年に起きた米西戦争では、キューバへの出撃拠点の1つとなった。
タンパ湾は港として整備される一方で、湾口からメキシコ湾にかけてはエグモント・キー国立野生生物保護区に指定されている。また、湾口近くにはピネラス郡とマナティ郡をつなぐサンシャイン・スカイウェイ橋（19,476m）が架けられている。